# Синие воротнички (фильм, 1978)
«Синие воротнички» или «Конвейер» (англ. Blue Collar) — дебютный кинофильм режиссёра Пола Шредера, вышедший на экраны в 1978 году.

## Сюжет
Трое работников автосборочного завода недовольны своим существованием. Выматывающая работа, низкая зарплата, продажный профсоюз — всё это приводит к тому, что они задумываются над тем, как изменить свою жизнь. Они решают заняться незаконной деятельностью. Однако их попытка похитить ценности из сейфа профсоюза приводит к неожиданным результатам — денег там не оказывается, однако герои получают в своё распоряжение документы, свидетельствующие о продажности профсоюзных лидеров. Естественно, это чревато крупными неприятностями…

## В ролях
- Ричард Прайор — Иезекиль «Зик» Браун
- Харви Кейтель — Джерри Бартовски
- Яфет Котто — Смоки Джеймс
- Эд Бегли-младший — Бобби Джо
- Гарри Беллэвер — Эдди Джонсон
- Джордж Меммоли — Дженкинс
- Люси Сароян — Арлин Бартовски
- Лейн Смит — Кларенс Хилл
- Клифф Де Янг — Джон Берроуз
- Бора Силвер — Миллер
- Чип Филдс — Кэролайн Браун